# Ilha Mancera
Ilha Mancera é uma pequena ilha na boca do Rio Valdivia, no Chile. Seu nome vem do vice-rei do Peru Pedro de Toledo, que fortificou a ilha. O forte era um importante ponto do sistema de fortes de Valdivia, prevenindo a chegada de navios inimigos a Valdivia pela Baia de Corral.
Em 1682, após Valdivia ser terrivelmente danificada por um incêndio, foi proposto que a cidade fosse movida para a Ilha Mancera. Uma proposta semelhante foi feita em 1721 para a proteger de um possível ataque Britânico, já que a Inglaterra e a Espanha estavam em guerra.